# 3 Warszawska Brygada Rakietowa Obrony Powietrznej

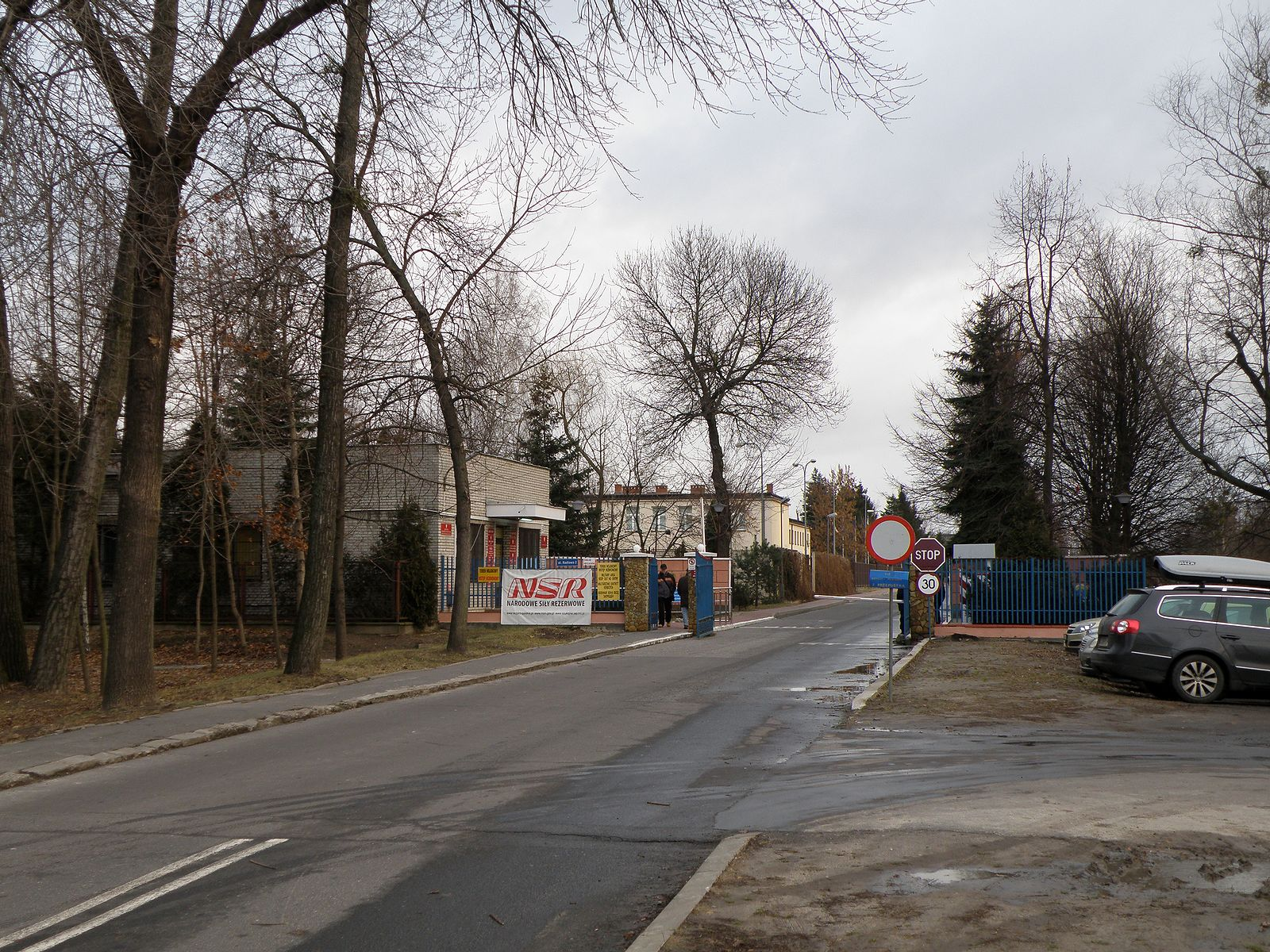
Brama do kompleksu budynków przy ul. Radiowej 2

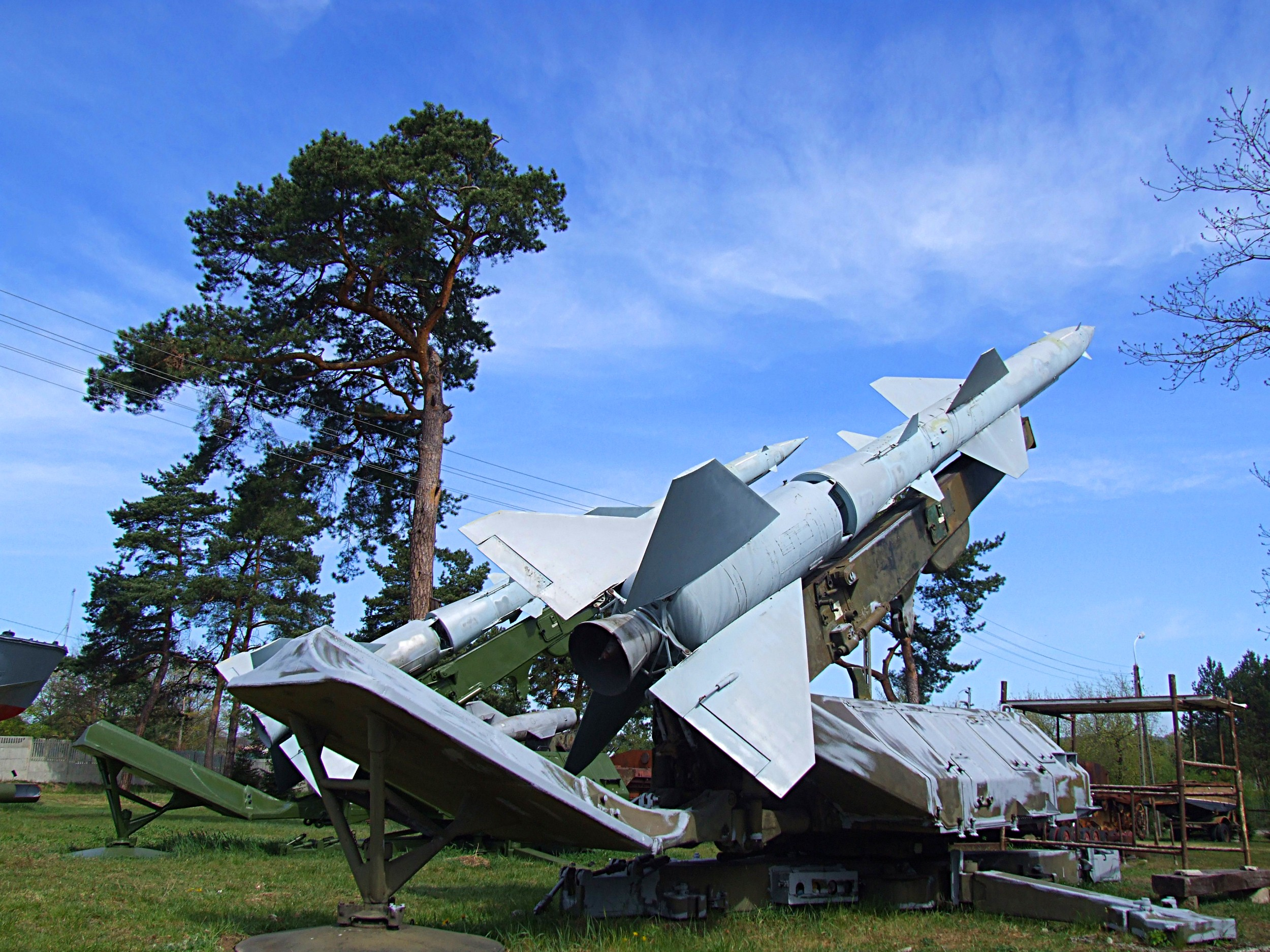
S-75 w Muzeum im. Orła Białego w Skarżysku-Kamiennej

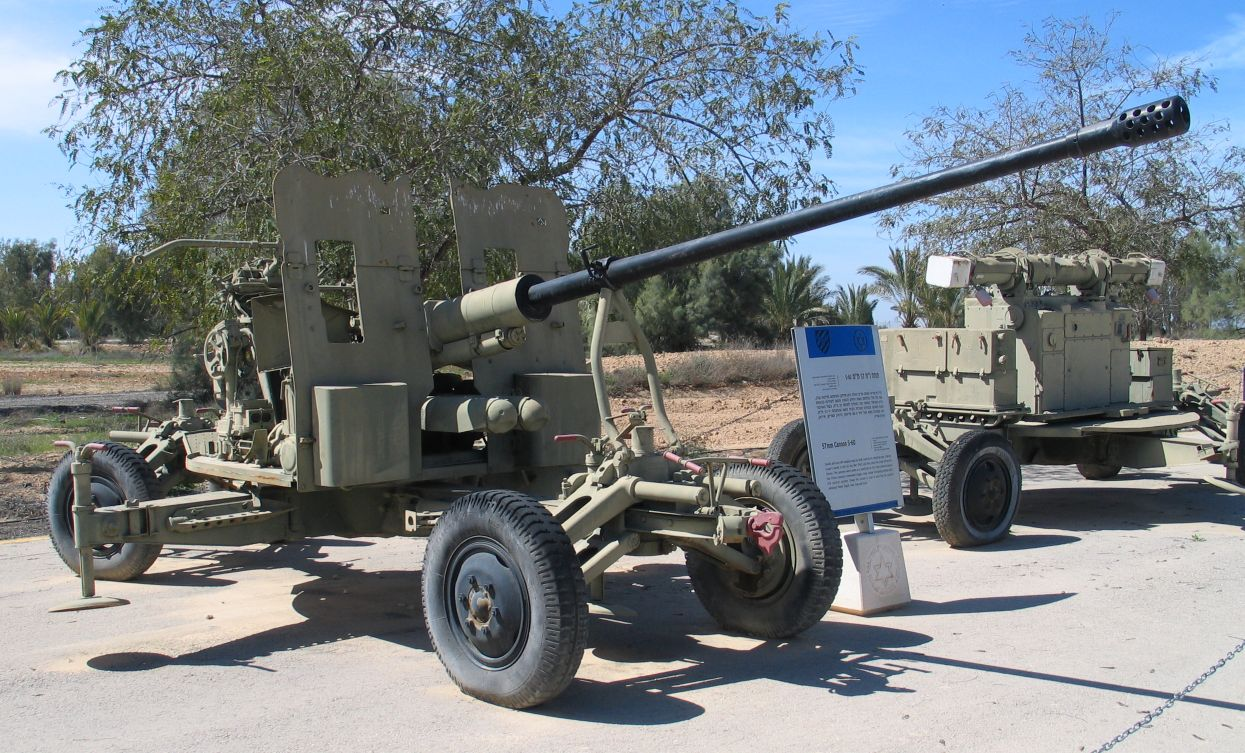
Armata przeciwlotnicza S-60

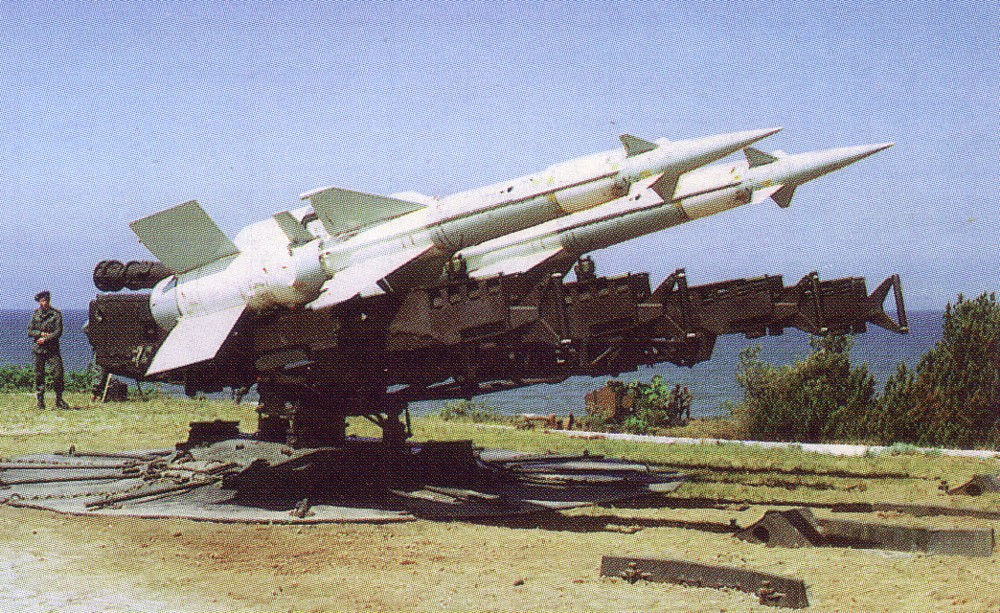
Wyrzutnia rakiet S-125

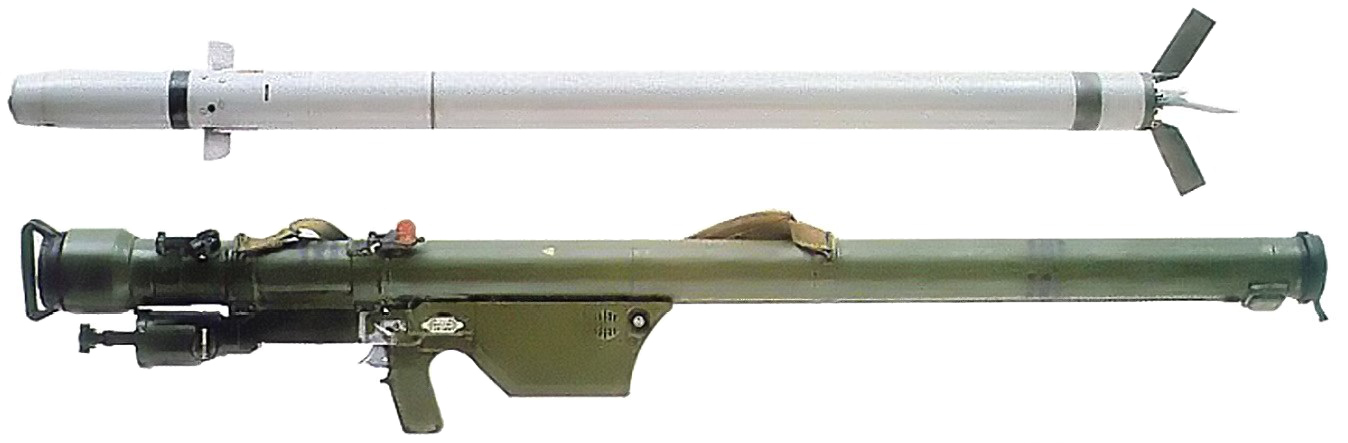
Strzała-2M

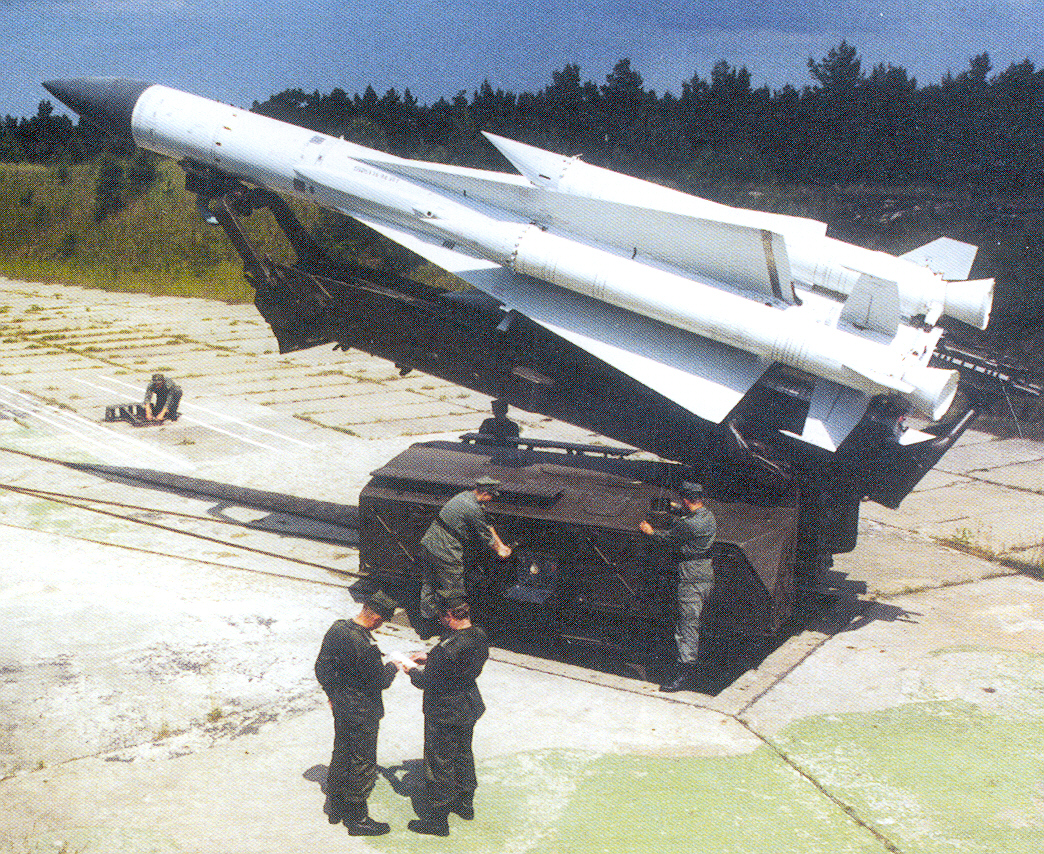
S-200 Wega

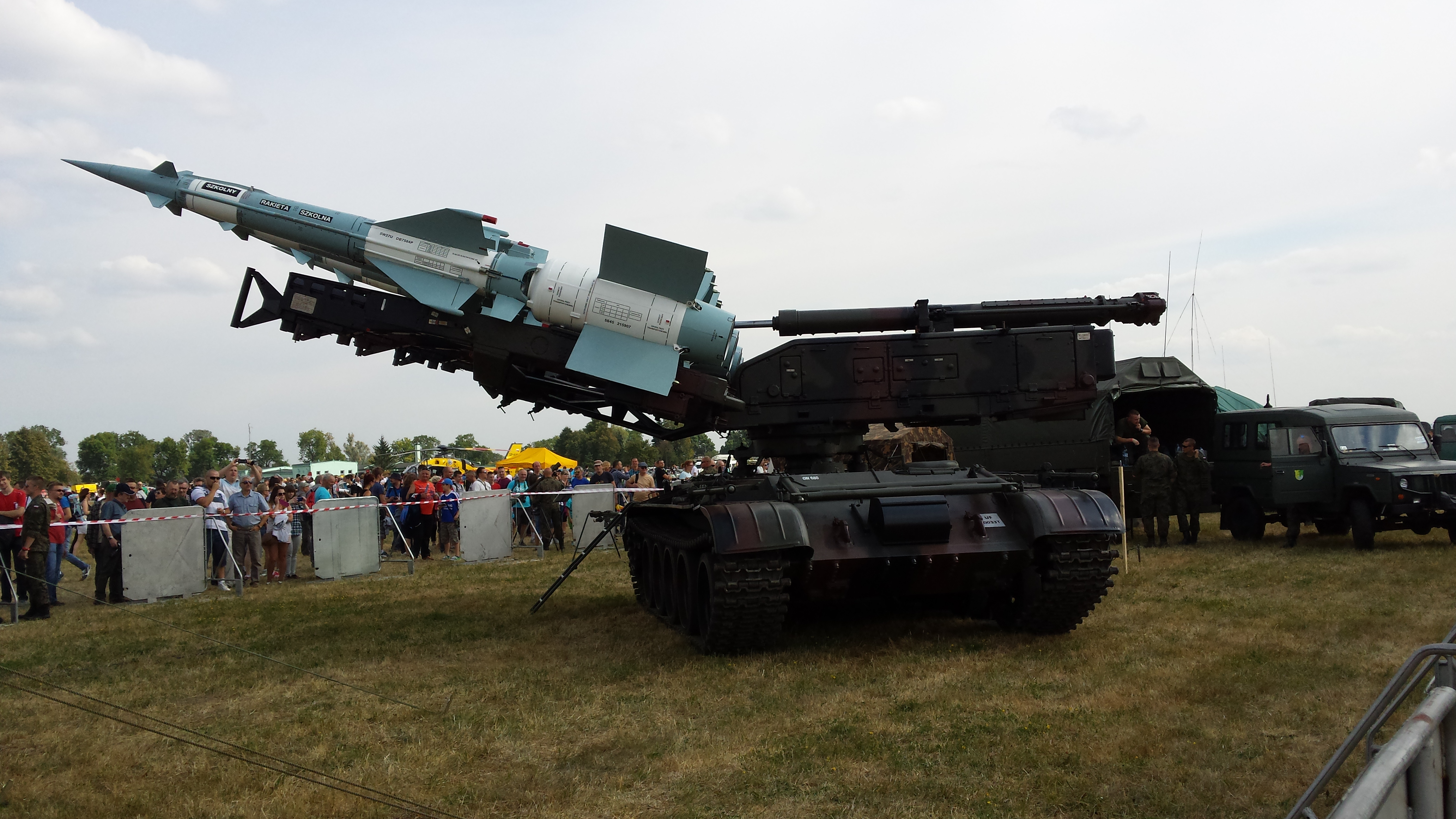
S-125 Newa SC

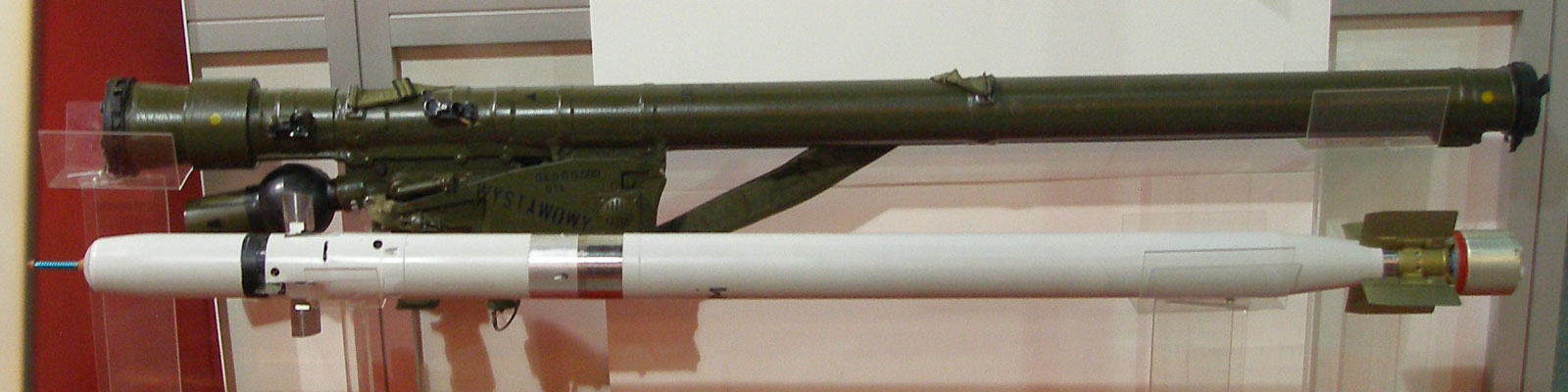
PPZR Grom

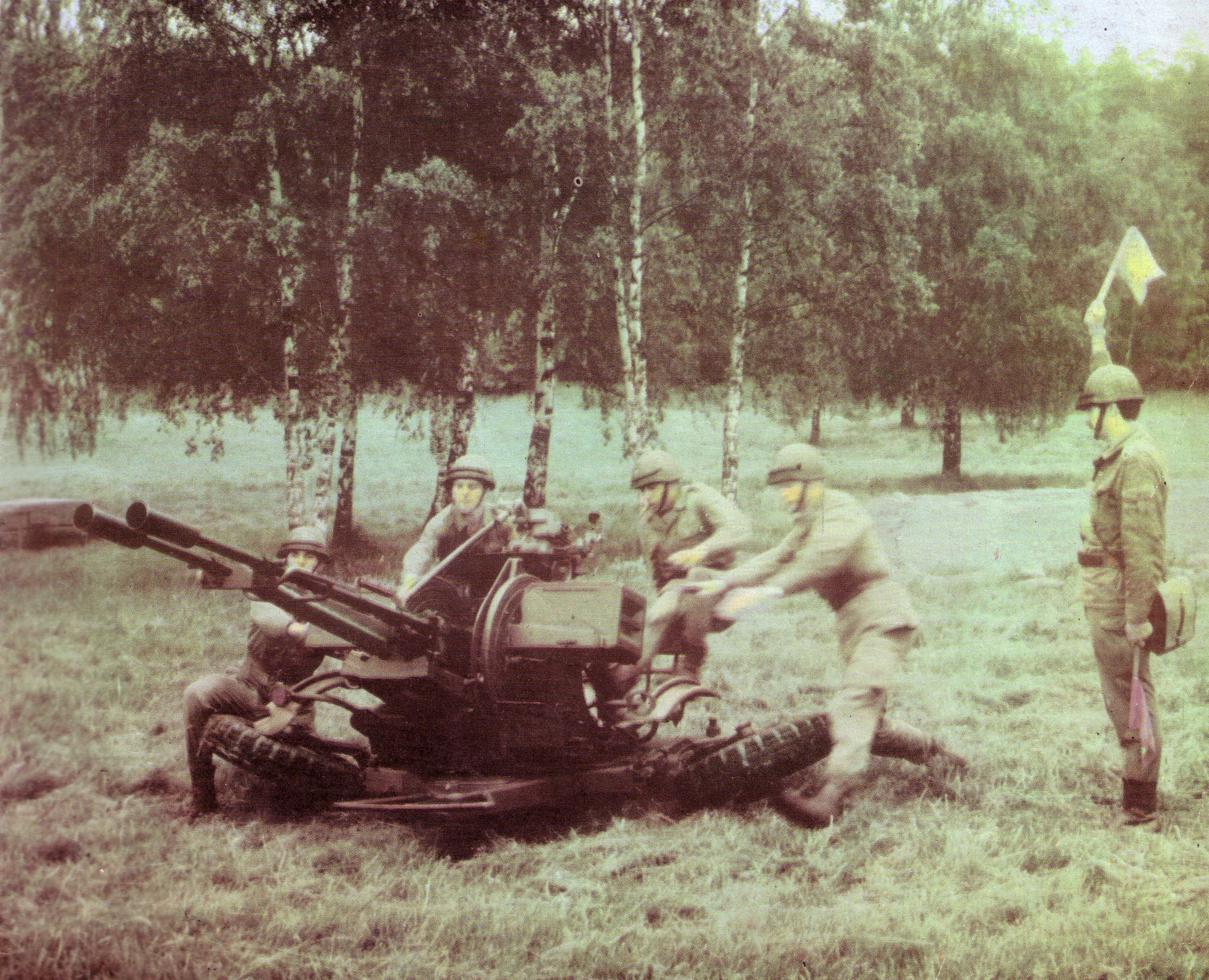
ZU-23-2

3 Warszawska Brygada Rakietowa Obrony Powietrznej (3 BR OP) – związek taktyczny Wojsk OPL Sił Powietrznych.

## Historia
Po zakończeniu wojny, we wrześniu 1945 3 Dywizja Artylerii Przeciwlotniczej została przeformowana w 86 Łużycki pułk artylerii przeciwlotniczej w Lesznie (koszary przy ul. Budzyńskiej).
W maju 1948 pułk przedyslokowano do Poznania (koszary przy ul. Rolnej).
Na przełomie września i października 1950 pułk przeniesiono do Legionowa (do koszar przy Szosie Warszawskiej) i na bazie jego dywizjonów sformowano 9 Dywizję Artylerii Obrony Przeciwlotniczej Obszaru Kraju (dowództwo w Warszawie) w składzie:
- 64 pułk artylerii obrony przeciwlotniczej małego kalibru w Poznaniu;
- 86 pułk artylerii obrony przeciwlotniczej średniego kalibru w Legionowie;
- 87 pułk artylerii obrony przeciwlotniczej średniego kalibru w Skierniewicach;
- 94 pułk artylerii obrony przeciwlotniczej średniego kalibru w Łowiczu;
- ponadto w jej skład włączono Podoficerską Szkołę Artylerii Nr 17.

W 1951 całą dywizję rozmieszczono w Warszawie:
- dowództwo, sztab dywizji i 60 bateria dowodzenia – na Cytadeli;
- 64 pułk artylerii obrony przeciwlotniczej – na Czerniakowie;
- 86 pułk artylerii obrony przeciwlotniczej – na Bródnie;
- 87 pułk artylerii obrony przeciwlotniczej – na Służewcu;
- 94 pułk artylerii obrony przeciwlotniczej – na Bielanach;
- ponadto w jej skład włączono 142 pułk reflektorów w Skierniewicach.

Podstawowym celem dywizji była i pozostała do końca jej istnienia wyłącznie bezpośrednia obrona Warszawy przed atakiem z powietrza.
Zarządzeniem Szefa Sztabu Generalnego nr 0016/Org. z 11 grudnia 1959, na bazie 87 i 94 pułku artylerii OPL oraz 60 baterii dowodzenia rozpoczęto formowanie pierwszych w Polsce czterech dywizjonów rakietowych i jednego dywizjonu technicznego, wyposażonych w przeciwlotnicze zestawy rakietowe S-75 Dźwina.
W czerwcu 1960 powstały:
- 1 dt OP (JW 1450) m. Książenice – dowódca mjr Jan Zdziech;
- 2 dr OP[1] (JW 1032) m. Palmiry – dowódca kpt. Zenon Kędzierski;
- 3 dr OP (JW 1140) m. Nadarzyn – dowódca mjr Dionizy Słotwiński.

W październiku 1960 2 dr i 1 dt odbywają, jako pierwsze jednostki w historii Wojsk Rakietowych WOPL OK, strzelania bojowe na poligonie w Aszułuku w ZSRR.
W grudniu 1960 powstają:
- 4 dr OP (JW 1235) m. Baniocha – dowódca mjr Zygmunt Maguza;
- 5 dr OP (JW 1329) m. Słupno – dowódca mjr Jerzy Gaudasiński.

W lutym 1962 na Bazie Podoficerskiej Szkoły nr 17 sformowano 83 dywizjon dowodzenia.
W październiku 1962, po rozformowaniu 86 łużyckiego pułku artylerii przeciwlotniczej powstają kolejne dywizjony:
- 6 dr OP m. Chrcynno – dowódca mjr Jerzy Goryszewski;
- 7 dr OP m. Pustelnik k. Sulejówka – dowódca kpt. Józef Sypuła;
- 8 dr OP m. Lesznowola – dowódca mjr Zbigniew Kuźma;
- 9 dr OP m. Teresin – dowódca kpt. Jerzy Olczyk;
- 10 dywizjon techniczny m. Struga – dowódca mjr Tadeusz Szydłowski.

W 1962 9 Dywizja Artylerii Obrony Przeciwlotniczej zmieniła nazwę na 9 Dywizja Artylerii Obrony Powietrznej Kraju w składzie:
- 64 pułk artylerii OPK;
- 8 dywizjonów rakietowych;
- 2 dywizjony techniczne.

Na uzbrojeniu posiada:
- PZR SA–75;
- 14 stacji radiolokacyjnych P–10 i P–12;
- 36 samoczynnych armat przeciwlotniczych S–60 kalibru 57 mm;
- 116 radiostacji;
- 342 samochody;
- 353 ciągniki.

Do połowy 1964 roku dywizjony rakietowe: 6, 7, 8 i 9 zostały przezbrojone na PZR S–75M Wołchow.
W 1967 dywizja ponownie zmienia nazwę na 3 Łużycką Dywizja Artylerii Obrony Powietrznej Kraju.
W 1970, na bazie rozformowanego 64 pułku artylerii utworzono nowe dywizjony:
- 60 dr OP m. Chotomów – Olszewnica – dowódca mjr Jan Gawrysiak;
- 61 dr OP m. Małocice – dowódca mjr Jan Pokorski;
- 62 dr OP m. Borzęcin – Mariew – dowódca ppłk Wojciech Grądzki;
- 63 dr OP m. Nadarzyn – Rusiec – dowódca ppłk Marian Pabian.

W latach 1977–1979 dywizjony zostały przezbrojone na PZR S–125M Newa.
W listopadzie 1979 w skład dywizjonu dowodzenia wchodzi pluton przenośnych przeciwlotniczych zestawów rakietowych (PPZR) Strzała–2M.
W 1988 dywizję przeformowano w 3 Łużycką Brygadę Artylerii Obrony Powietrznej Kraju. Jej sztab stacjonuje w Warszawie-Bemowie przy ul. Radiowej.
W 1991 ostatecznie zmieniono nazwę na 3 Brygada Rakietowa Obrony Powietrznej.
Decyzją Ministra Obrony Narodowej nr 235/MON/PSSS z dnia 2 sierpnia 2005 wprowadzono odznakę pamiątkową i odznakę rozpoznawczą 3 Warszawskiej Brygady Rakietowej Obrony Powietrznej.
Minister Obrony Narodowej z dniem 8 października 1998 dodał do nazwy Brygady określenie: Warszawska.
8 października 1994 Brygada otrzymała sztandar. Rodzicami chrzestnymi byli Danuta Sobiechowska – żona dowódcy brygady i płk rez. Janusz Potkański – były dowódca 3. ŁDA OPK.
6 grudnia 2012 roku w koszarach przy ul. Radiowej na warszawskim Bemowie odbyła się uroczysta zbiórka z okazji pożegnania 3 Warszawskiej Brygady Rakietowej Obrony Powietrznej z Garnizonem Warszawa. Od tej chwili miejscem dyslokacji zarówno Dowództwa Brygady jak i 38 dywizjonu zabezpieczenia OP są Bielice.

## Struktura 3 BR OP
Jednostki brygady wchodzą w skład Siły Wysokiej Gotowości NATO i brygada może wykonywać zadania na terenie całego kraju.
Skład 3 WBR OP:
- 83 dywizjon dowodzenia (JW 1560) – Warszawa-Bemowo, ul.Radiowa 2 (rozformowany 31 grudnia 2011);
- 5 dywizjon rakietowy obrony powietrznej (JW 1329) – Bielice k. Sochaczewa – S-125M „Newa” (rozformowany 31 grudnia 2011);
- 7 dywizjon rakietowy obrony powietrznej (JW 1037) – Książenice k. Grodziska Mazowieckiego – S-125M „Newa” (rozformowany 31 grudnia 2011);
- 60 dywizjon rakietowy obrony powietrznej (JW 2361) – Olszewnica Stara k. Chotomowa – S-125M „Newa” (rozformowany 31 grudnia 2011);
- 61 dywizjon rakietowy obrony powietrznej (JW 2367) – Bielice k. Sochaczewa – S-125M „Newa” (rozformowany 31 grudnia 2011);
- 62 dywizjon rakietowy obrony powietrznej (JW 2370) – Borzęcin Duży k. Ożarowa Mazowieckiego – S-125M „Newa” (rozformowany 31 grudnia 2011);
- 63 dywizjon rakietowy obrony powietrznej (JW 2380) – Bielice k. Sochaczewa – S-125M „Newa” (rozformowany 31 grudnia 2011).

W 2001 roku dołączono 3 dywizjony z rozformowanej 4 Gdyńskiej Brygady Rakietowej OP:
- 21 dywizjon rakietowy obrony powietrznej (JW 1050) – Rzucewo k. Pucka – S-125M Newa (rozformowany 31 grudnia 2011);
- 25 dywizjon rakietowy obrony powietrznej (JW 1068) – Bieszkowice k. Nowego Dworu Wejherowskiego – S-125M Newa (rozformowany 31 grudnia 2011);
- 65 dywizjon rakietowy obrony powietrznej (JW 4646) – Gdynia – S-125M Newa (rozformowany 31 grudnia 2011).

W roku 2011 dołączono 2 dywizjony powstałe z rozformowanych dywizjonów 1 BROP:
- 34 dywizjon rakietowy obrony powietrznej (JW 3946) – Bytom – S-125 Newa SC;
- 35 Skwierzyński dywizjon rakietowy obrony powietrznej (JW 3949) – Skwierzyna – S-125 Newa SC.

Na bazie rozformowanego 78 pułku rakietowego Obrony Powietrznej:
- 36 Dywizjon Rakietowy Obrony Powietrznej – Mrzeżyno.

Stan na dzień 23 stycznia 2016:
- 32 dywizjon rakietowy Obrony Powietrznej – Olszewnica Stara;
- 33 dywizjon rakietowy Obrony Powietrznej – Gdynia;
- 34 dywizjon rakietowy Obrony Powietrznej – Bytom;
- 35 dywizjon rakietowy Obrony Powietrznej – Skwierzyna;
- 36 dywizjon rakietowy Obrony Powietrznej – Mrzeżyno;
- 37 dywizjon rakietowy Obrony Powietrznej – Bielice;
- 38 dywizjon zabezpieczenia Obrony Powietrznej – Bielice.

## Sprzęt bojowy
- Zmodernizowane zestawy rakietowe małego zasięgu S-125-SC Newa (SA-3D)[6].
- Przenośne zestawy rakietowe bliskiego zasięgu Strzała 2M (SA-7) i Grom[7].
- Przeciwlotniczy zestaw Rakietowy S-200 WE „WEGA”[8].
- Stacje radiolokacyjne wczesnego powiadamiania.
- Sprzęt artyleryjski do osłony własnych pododdziałów.

Sprzęt bojowy, stan na 2019 rok
- przeciwlotniczy zestaw rakietowy MIM-104 Patriot[9]
- przeciwlotniczy zestaw rakietowy S-200 WE Wega[8];
- przeciwlotniczy zestaw rakietowy S-125 Newa SC[6];
- przenośny przeciwlotniczy zestaw rakietowy Grom[10];
- armata przeciwlotnicza ZU-23-2[11];
- przeciwlotniczy system rakietowo-artyleryjski PSR-A Pilica[12];
- stanowisko dowodzenia naziemnymi środkami obrony powietrznej SAMOC (Surface-to-Air Operation Center) SDP-20[13].

## Dowódcy brygady
- 9 sierpnia 1960 – 3 grudnia 1962 – płk Antoni Jaremko
- 4 grudnia 1962 – 10 listopada 1966 – płk Ryszard Sobierajski
- 15 grudnia 1966 – 2 maja 1976 – płk Henryk Kłoda
- 3 maja 1976 – 17 lipca 1981 – płk Janusz Potkański
- 18 lipca 1981 – 7 lutego 1985 – płk Edward Redwanz
- 8 lutego 1985 – 3 stycznia 1986 – płk Franciszek Żygis
- 4 stycznia 1986 – 25 marca 1986 – płk Józef Tracz
- 26 marca 1986 – 18 lutego 1989 – płk Adolf Pawluch
- 19 lutego 1989 – 28 lutego 1991 – płk Stanisław Kot
- 1 marca 1991 – 2000 – płk Stanisław Sobiechowski
- 2000 – 30 czerwca 2004 – płk Jacek Jasiński
- 1 lipca 2004 – 2010 – gen. bryg. Ryszard Szulich
- 1 września 2010 – 2015 – gen. bryg. Stefan Mordacz
- 2015 – 2020 – gen. bryg. Andrzej Dąbrowski
- 2020 – 2022 – gen. bryg. Kazimierz Dyński[14]
- 3 stycznia 2022  – 25 lipca 2025 – gen. bryg. Sławomir Kojło[15]
- 25 lipca 2025  – obecnie  – płk Mariusz Czeczko[16]

## Tradycje
Brygada dziedziczy tradycje następujących jednostek:
- bateria dział zenitowych auto-mobilnych Armii gen. Józefa Hallera (1919–1920);
- dywizjon artylerii zenitowej (1920–1924);
- 1 pułk artylerii przeciwlotniczej im. Marszałka Edwarda Rydza-Śmigłego (1924–1939);
- 1 pułk artylerii przeciwlotniczej 1 Dywizji Pancernej (1942–1946);
- 3 Dywizja Artylerii Przeciwlotniczej (1944–1945);
- 86 pułk artylerii przeciwlotniczej (1945–1950);
- 9 Dywizja Artylerii Przeciwlotniczej Obszaru Kraju (1950–1962);
- 9 Dywizja Artylerii Obrony Powietrznej Kraju (1962–1967);
- 3 Łużycka Dywizja Artylerii Obrony Powietrznej Kraju (1967–1988);
- 3 Łużycka Brygada Artylerii Obrony Powietrznej Kraju (1988–1991).

Święto 3 BR OP ustalono na dzień 8 października.